# Département de la Santé et des Services sociaux des États-Unis
Pour les articles homonymes, voir HHS.
Le département de la Santé et des Services sociaux des États-Unis (en anglais : United States Department of Health and Human Services, HHS) est un département de l'administration américaine chargé de la politique en matière de santé. Il a été créé en 1979, de la scission du département de la Santé, de l'Éducation et des Services sociaux des États-Unis (en anglais : United States Department of Health, Education, and Welfare, HEW).
Il est le premier poste du budget fédéral des États-Unis.

## Historique
L’Agence fédérale de sécurité (FSA) a été créée le 1er juillet 1939. L’objectif était de rassembler en une seule agence tous les programmes fédéraux dans les domaines de la santé, de l’éducation et de la sécurité sociale. Le premier administrateur fédéral de la sécurité fut Paul V. McNutt.
En 1953, les programmes de l’Agence fédérale de sécurité dans les domaines de la santé, de l’éducation et de la sécurité sociale avaient pris une telle importance que son budget annuel dépassait les budgets combinés des départements du Commerce, de la Justice, du Travail et de l’Intérieur et affectait la vie de millions de personnes. Par conséquent, conformément à la loi de réorganisation de 1949, le président Eisenhower a soumis au Congrès le 12 mars 1953 le plan de réorganisation, qui appelait à la dissolution de l’Agence fédérale de sécurité et à son élévation au statut de cabinet en tant que département de la Santé, de l’Éducation et du Bien-être social. Le plan a été approuvé le 1er avril 1953 et est devenu effectif le 11. La première secrétaire du nouveau département a été Oveta Culp Hobby.
Le département a été rebaptisé département de la Santé et des Services sociaux (HHS) en 1979, lorsque ses fonctions éducatives ont été transférées au département de l'Éducation des États-Unis nouvellement créé en vertu de la loi sur l’organisation du département de l’Éducation. Le HHS a été laissé responsable de l’Administration de la sécurité sociale, des organismes constituant le Service de santé publique et de l’Administration du soutien à la famille.
En 1995, l’Administration de la sécurité sociale a été retirée du département de la Santé et des Services sociaux et établie en tant qu’agence indépendante de la branche exécutive du gouvernement des États-Unis.
En mars 2025, lors du second mandat de Donald Trump, ce dernier annonce que le département de santé et de services sociaux va passer de 82 000 à 62 000 postes, incluant le licenciement de 10 000 personnes. Ces licenciements commencent en avril 2025.